# 科菲奧河

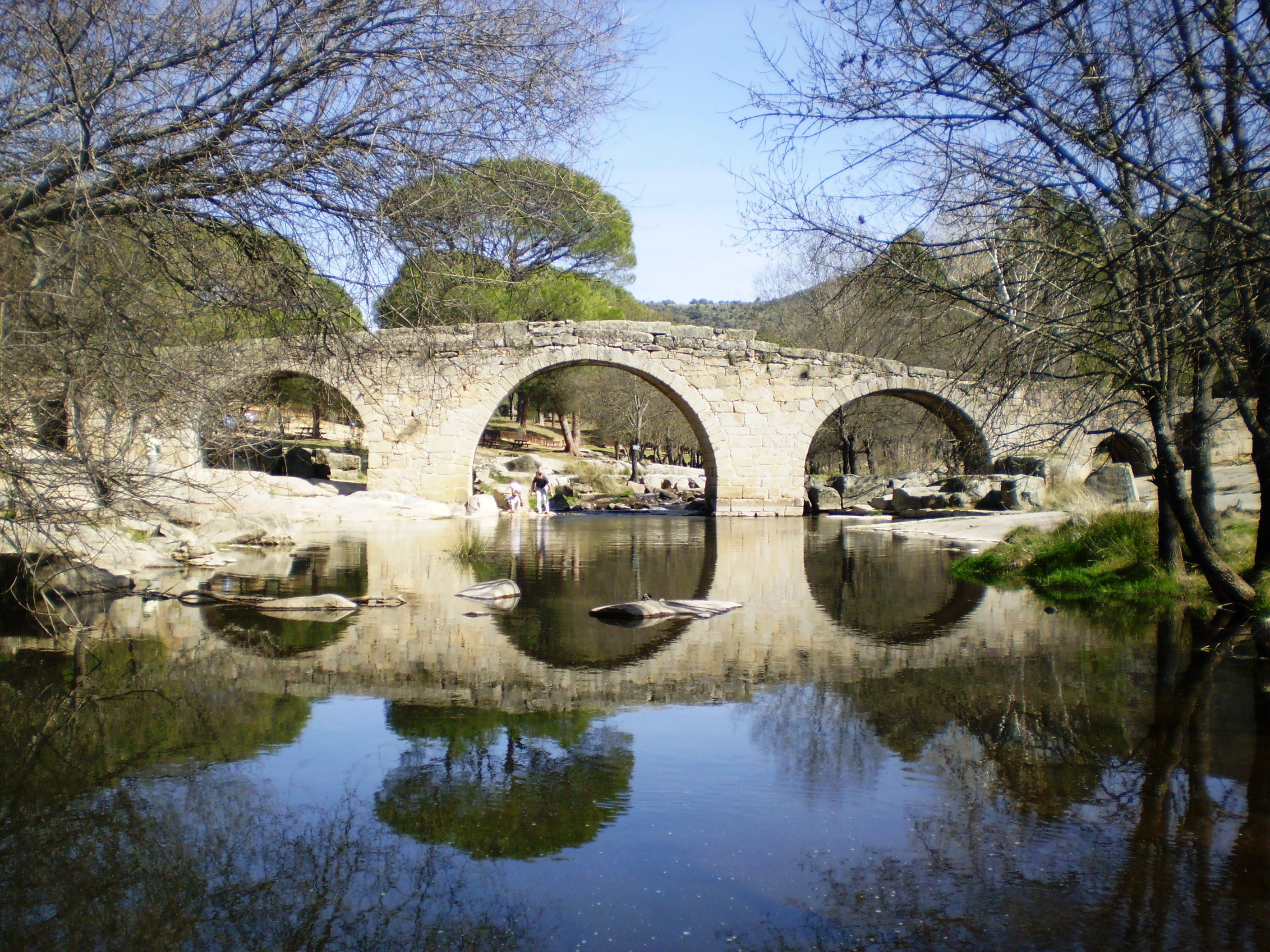
科菲奧河

科菲奧河（西班牙語：Río Cofio）是西班牙的河流，位於該國中部，屬於阿爾韋奇河的左支流，流經阿維拉省和馬德里自治區，河道全長56公里，平均流量每秒0.65至0.9立方米。